# Barão de Vila Pouca
Barão de Vila Pouca foi um título criado por Decreto de 11 de Janeiro de 1805, da rainha D. Maria I de Portugal, a favor de Rodrigo de Sousa da Silva Alcoforado.
Usaram o título as seguintes pessoas:
1. Rodrigo de Sousa da Silva Alcoforado, 1.º barão de Vila Pouca
2. Rodrigo de Sousa Teixeira da Silva Alcoforado, 2.º barão, 1.º visconde e 1.º conde de Vila Pouca, filho do general Gaspar Teixeira e neto do anterior.
3. Rodrigo de Sousa Teixeira da Silva Alcoforado, 3.° barão, 2.º visconde e 2.º conde de Vila Pouca.
4. Gaspar Teixeira de Sousa da Silva Alcoforado, 4.° barão, 3.º visconde, 3.º conde de Vila Pouca.
5. Manuel de Mendonça Figueira de Azevedo Pinto de Sousa Balsemão, 5.° barão, 4.º visconde, 4.°conde de Vila Pouca.
6. Aires Adolfo de Mendonça Cardoso de Menezes Figueira de Azevedo Pinto de Sousa Barbosa Montenegro Melo e Faro de Lucena Tovar de Noronha e Vasconcelos, 6.° barão, 5.º visconde, 5.° conde de Vila Pouca.
7. Aires Pinto Cardoso de Mendonça Teixeira, 7.° barão, 6.º visconde, 6.° conde de Vila Pouca.
8. José Manuel de Mendonça Pinto de Sousa Sotomaior de Menezes Saavedra e Lancastre Montenegro, 8.° barão, 7.º visconde, 7.° conde de Vila Pouca.
9. José Miguel Pinto de Mendonça e Lancastre Montenegro e Silva, 9.° barão, 8.º visconde, 8.° conde de Vila Pouca, e 7.° visconde de Peso da Régua (pretendente).